# Hévízi tradicionális kúra

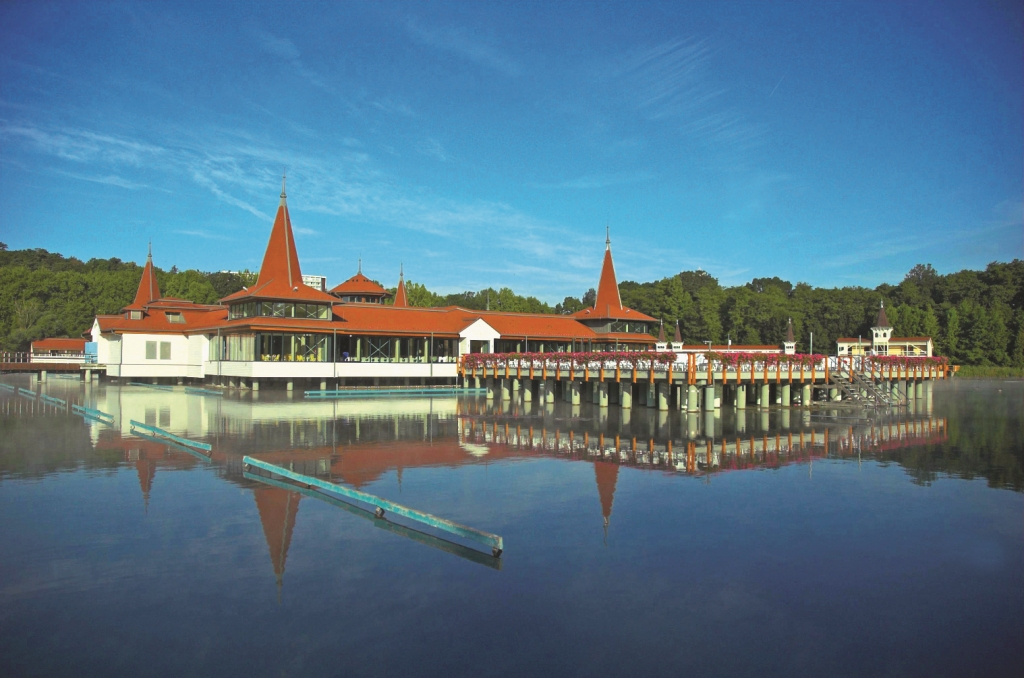
A hévízi fürdőépület

A hévízi tradicionális kúra alapja az ásványi anyagban gazdag  gyógyvíz, amelyet gyógyhatása miatt gyakran alkalmaznak a mozgásszervi problémák kezelésében. A napjainkban is alkalmazott fürdőkúra gyökerei egészen 1795-ig nyúlnak vissza, de napjainkban is az eredeti, komplex kúra útmutatásai szerint zajlik.
A tradicionális hévízi gyógyászatot, akárcsak a  Hévízi-tavat, 2015-ben  hungarikummá nyilvánították.
A hévízi tradicionális kúra ideális esetben minimum 15 kezelésből áll, ami összesen 2 hetet vesz igénybe.

## A kúra összetétele
A tradicionális kúrát minden esetben szakképzett kezelőszemélyzettel kell végezni. A kúra elemeit az állapotfelmérés után szakorvos határozza meg.

### Állapotfelmérés
A hévízi tradicionális kúra minden egyes páciensnél egy állapotfelmérő orvosi vizsgálattal kezdődik. A felmérés során állapítják meg, hogy a páciensnek milyen kezelésekre van szüksége, és a vizsgálat során derül ki az alkalmazandó kezelések intenzitása is.

### A kúra alapelemei
Az állapotfelmérést követően egyéni kezelési terv határozza meg a kúra alapelemeit. A kúra során a következőkre kerülhet sor: fürdőzés minősített gyógyvízben, hévízi  iszappakolás vagy gyógyiszapfürdő, súlyfürdő.
A  súlyfürdőt  dr. Moll Károly hévízi orvos fejlesztette ki.

### A kúra kiegészítő elemei
Amennyiben szükséges, akkor az alapelemeket úgynevezett kiegészítő elemek követhetik. A kúra kiegészítő elemei a következők: hévízi gyógyvíz fogyasztása,  gyógymasszázsok, egyéni és csoportos mozgásterápiák, fizikoterápiás kezelések,  hidroterápia (CO2 kád, víz alatti vízsugármasszázs, galvánfürdő).

## Hatásai
A tradicionális kúra hónapokra megakadályozza a fájdalmak kiújulását.

### A kúra javasolt a következő panaszokra[4]
- reumás mozgásszervi panaszok
- gyulladásos, ízületi és gerincbetegségek
- idült ízületi megbetegedések
- másodlagos ízületi megbetegedések
- belső elválasztású mirigyek zavara
- baleseti sérülések, törések
- rehabilitációs kezelések
- krónikus nőgyógyászati betegségek

A fentieken kívül még több területen alkalmazható sikerrel a hévízi tradicionális kúra, kezelés előtt mindenképp szakorvosi konzultáció szükséges.

### A kúra nem javasolt a következő esetekben[4]
- rosszindulatú daganatok
- szív- és érrendszeri megbetegedések
- magas vérnyomás
- súlyos érelmeszesedés
- infarktus után
- súlyos visszér esetén
- akut gyulladásos megbetegedések
- akut és krónikus fertőző betegségek
- fehérvérűség, egyéb súlyos vérképzőszervi betegség
- tüdőasztma
- aktív fekélyek
- alkoholizmus
- nyílt seb
- pajzsmirigy-túlműködés
- nem kompenzált cukorbetegség
- terhesség

## A hévízi tradicionális kúra mint védjegy
Hévíz városa saját védjegyet hozott létre, ez a Hévízi Tradicionális Kúra védjegy. Az akkreditáció lényege, hogy csak olyan intézmények alkalmazhassák a tradicionális kúrát, amelyek megfelelnek a legmagasabb szintű szakmai, gyógyászati követelményeknek.
A Hévízi Tradicionális Kúra védjegyet Brüsszelben, európai uniós szakmai szervezetekkel is szeretnék levédetni.

### Elismerések
Hévíz 2016-ban kapta meg az Európai Fürdővárosok Szövetségétől az innovatív fürdő- és gyógyhely-desztinációt megillető díjat. Az Európai Innovációs Díjat a Hévízi Tradicionális Kúra védjeggyel érdemelte ki a város.